# Giles of Erdington
Sir Giles of Erdington (auch de Erdington) († vor 15. März 1269) war ein englischer Ritter und Richter.

## Herkunft
Giles de Erdington entstammte einer Familie des Ritterstands. Er war ein jüngerer Sohn von Thomas de Erdington und dessen Frau Rose de Cockfield. Sein Vater war ein Ritter mit Grundbesitz bei Erdington in der Nähe von Aston in Warwickshire. Beim Tod seines Vaters 1219 war er noch minderjährig. Vor April 1230 war er volljährig geworden, als ihm König Heinrich III. erlaubte, die Schulden seines Vaters gegenüber der Krone in jährlichen Raten von je 100 Shilling zu zahlen. Über seine Mutter hatte er dazu Erbansprüche auf Landbesitz in East Anglia.

## Tätigkeit als Richter
Im August 1251 wurde Erdington ein Gehalt für seine Tätigkeit als Richter an einem Assize Court gezahlt. Ab dem 24. September 1251 gehörte er zu den Richtern, die unter der Leitung von William of York Verhandlungen in der City of London durchführten. Nach dem Ende dieser Verhandlungen wurde er um den 3. November 1251 zum Richter am Common Bench ernannt. Als Schreiber nahm er Ralph de Hengham, einen Geistlichen aus East Anglia, in seinen Dienst. Im Frühjahr 1255 legte er sein Amt als Richter nieder und zog sich auf seine Besitzungen in den westlichen Midlands zurück. Dort übernahm er noch über zehn Jahre lang verschiedene lokale Ämter, unter anderem diente er weiter als Richter an Assize Courts. Nachdem 1258 eine Adelsopposition gegen König Heinrich III. die Regierung übernommen hatte, wurde Erdington im August 1259 zu einem der sieben Richter ernannt, die Richter für Assize Courts ernennen und Missstände in der Verwaltung beseitigen sollten. Dieses Amt übte er auch während der nächsten Jahre aus, als es zu Unruhen und schließlich zum Zweiten Krieg der Barone kam. Sein genaues Todesdatum ist unbekannt. Am 15. März 1269 erhielten seine Testamentsvollstrecker die Aufforderung, seine Besitzungen der Regierung zu melden. Er wird auch als Geistlicher bezeichnet, der u. a. Kanoniker der St Paul’s Cathedral gewesen sein soll, doch nach anderen Angaben war er ein Ritter. Sein Erbe wurde sein Sohn Henry.